# ГЕС Шахпурканді II
ГЕС Шахпурканді II – гідроелектростанція, що споруджується на північному заході Індії у штаті Пенджаб. Знаходячись між ГЕС Шахпурканді I (вище по течії) та ГЕС Аппер-Барі-Доаб-Канал 1 (30 МВт),  входитиме до складу каскаду на річці Раві, лівій притоці Чинабу, який в свою чергу є правою притокою річки Сатледж (найбільший лівий доплив Інду). 
Вода, захоплена із річки за допомогою греблі Шахпурканді, прямуватиме прокладеним по лівобережжю дериваційним каналом довжиною 7,7 км та послідовно проходитиме через два машинні зали. При цьому на другому будуть встановлені чотири турбіни типу Каплан – три потужністю по 33 МВт (розраховані на напір у 28 метрів) та одна з показником 8 МВт (використовуватиме напір у 23 метра). 
Відпрацьована вода прямуватиме далі по каналу до повернення в Раві незадовго до наступної греблі, котра спрямовує ресурс до прокладеного так само по лівобережжю каналу Аппер-Барі-Доаб.
В 2014-му спорудження комплексу призупинилось на кілька років через суперечку штатів Пенджаб і Джамму та Кашмір щодо розподілу водних ресурсів.